# Monpazier
Monpazier – miejscowość i gmina we Francji, w regionie Nowa Akwitania, w departamencie Dordogne.
Według danych na rok 1990 gminę zamieszkiwało 531 osób, a gęstość zaludnienia wynosiła 1002 osób/km² (wśród 2290 gmin Akwitanii Monpazier plasuje się na 690. miejscu pod względem liczby ludności, natomiast pod względem powierzchni na miejscu 1579.).

## Bibliografia

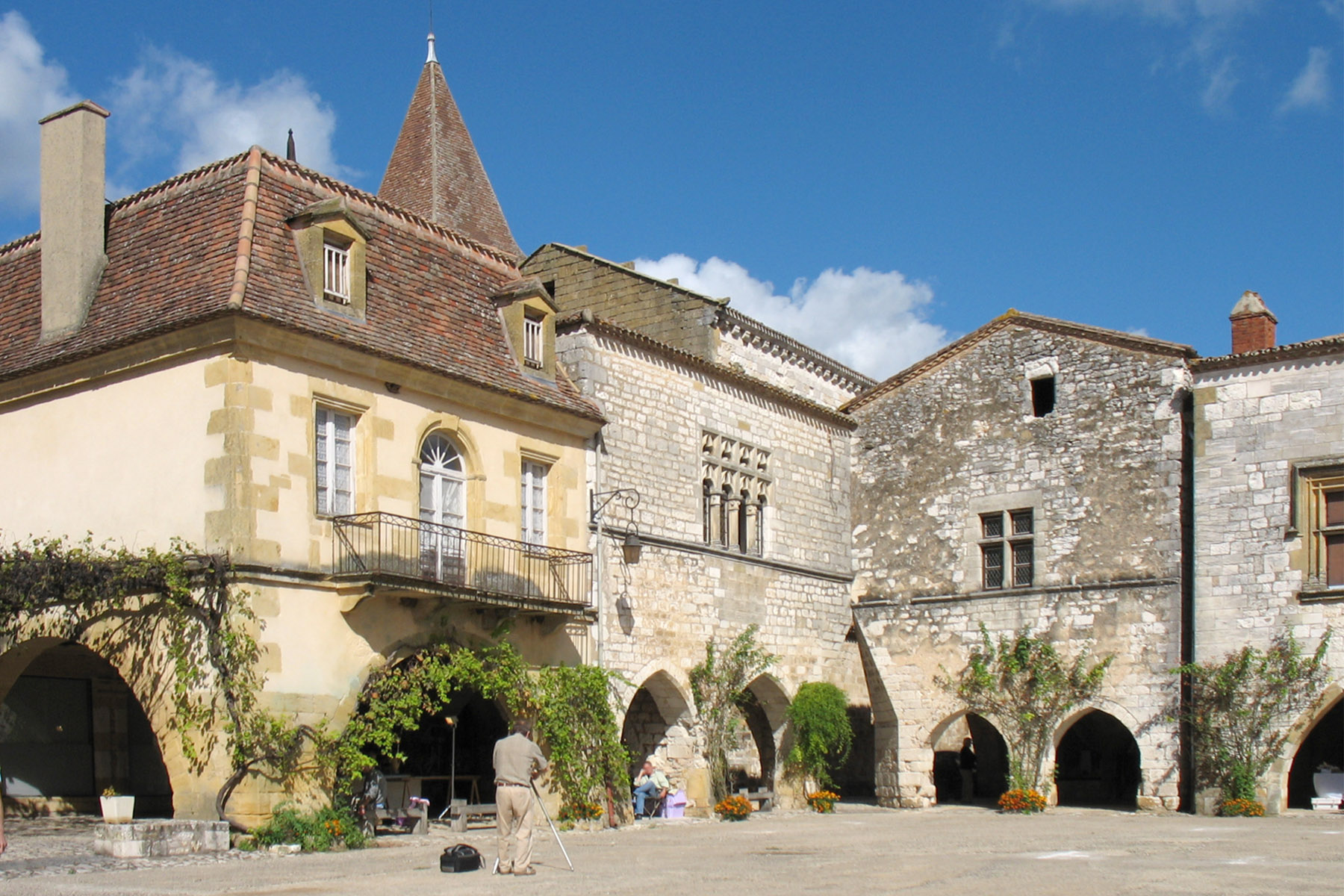